# اینترپرایس
اینترپرایز رنت-اِ-کار (انگلیسی: Enterprise Rent-A-Car) شرکت اجاره خودرو آمریکایی است، که در زمینه اجاره اتومبیل، همچنین فروش و لیزینگ خودرو فعالیت می‌نماید.
شرکت اینترپرایز رنت-اِ-کار در سال ۱۹۵۷ توسط جک سی. تیلور راه‌اندازی شد و در حال حاضر با در اختیار داشتن شبکه گسترده‌ای از ۵٫۴۰۰ شعبه درون‌شهری و ۴۱۹ شعبه فرودگاهی کرایه اتومبیل در ایالات متحده و اروپا، به عنوان بزرگ‌ترین شرکت اجاره خودروی ایالات متحده آمریکا شناخته می‌شود.
دفتر مرکزی این شرکت در شهر کلیتون، میزوری قرار دارد. شرکت اینترپرایس در سال ۲۰۰۸ از سوی مجله فوربس، در رتبه ۲۱ از فهرست بزرگ‌ترین شرکت‌های خصوصی ایالات متحده آمریکا جای داشت.

## شعار
در سال ۱۹۹۴، اینترپرایز شعار «ما شما را انتخاب خواهیم کرد» را اتخاذ کرد. چهار سال بعد، این شرکت احساس کرد که هرتز و ادوانتاج از شعارهایی استفاده می‌کنند که خیلی به این شعار نزدیک است.در آگوست ۱۹۹۸، اینترپرایز علیه رقبای کرایه اتومبیل هرتز و ادوانتاج در رابطه با شباهت‌های بین شعارهای شرکت‌ها اقدام قانونی کرد.